# Ліквація (геологія)
Ліквація в геології — процес магматичної диференціації, що полягає в розділенні магми при зниженні її температури на дві або більше рідкі фази. Ці фази можуть або застигати (консолідуватися) спільно, даючи початок таким гірським породам, як варіоліти, сферолітові ліпарити, кульові граніти, кульові габро, або відділятися один від одного під впливом сили тяжіння і тектонічних процесів та кристалізуватися потім автономно, приводячи до утворення магматичних гірських порід лікваційного походження. 
У зарубіжній літературі термін «ліквація» часто використовується для позначення процесу відокремлення розплаву від кристалів у ході кристалізаційної диференціації або парціального плавлення порід.